# Louis Abel-Truchet
Louis Abel-Truchet (Versailles, 29 dicembre 1857 – Auxerre, settembre 1918) è stato un pittore francese, esponente del post-impressionismo.

## Biografia
Ha studiato all'Académie Julian dove fu allievo dei pittori Jean-Joseph Benjamin-Constant e Jules Joseph Lefebvre. A partire dal 1891 espose i dipinti, in particolare al Salon d'Automne, al Salon des artistes français ed alla Société nationale des beaux-arts di cui fu membro nel 1910. Abel-Truchet privilegia soggetti della moderna vita urbana di Parigi e specificamente il quartiere di Montmartre. È anche conosciuto come ritrattista e per i suoi paesaggi riportati dai suoi viaggi nel sud della Francia ed in Italia. In occasione di un soggiorno in Tunisia, fece anche dipinti orientalisti.
Volontario all'inizio della prima guerra mondiale, fece parte nel 1915 di una squadra pionieristica che si occupava di camuffamento militare. Divenne quindi sottotenente nel 1º reggimento del genio, fu ferito nel settembre 1918 e morì a causa delle sue ferite.
Due dipinti furono esposti a titolo postumo all'esposizione degli artisti morti per la patria al Salone d'automne del 1919.
Nel XVII arrondissement di Parigi la via dove si trovava la sede dell'Associazione dei pittori-litografi porta ormai il suo nome.
Era sposato con Julia, anche lei pittrice.

## Galleria d'immagini

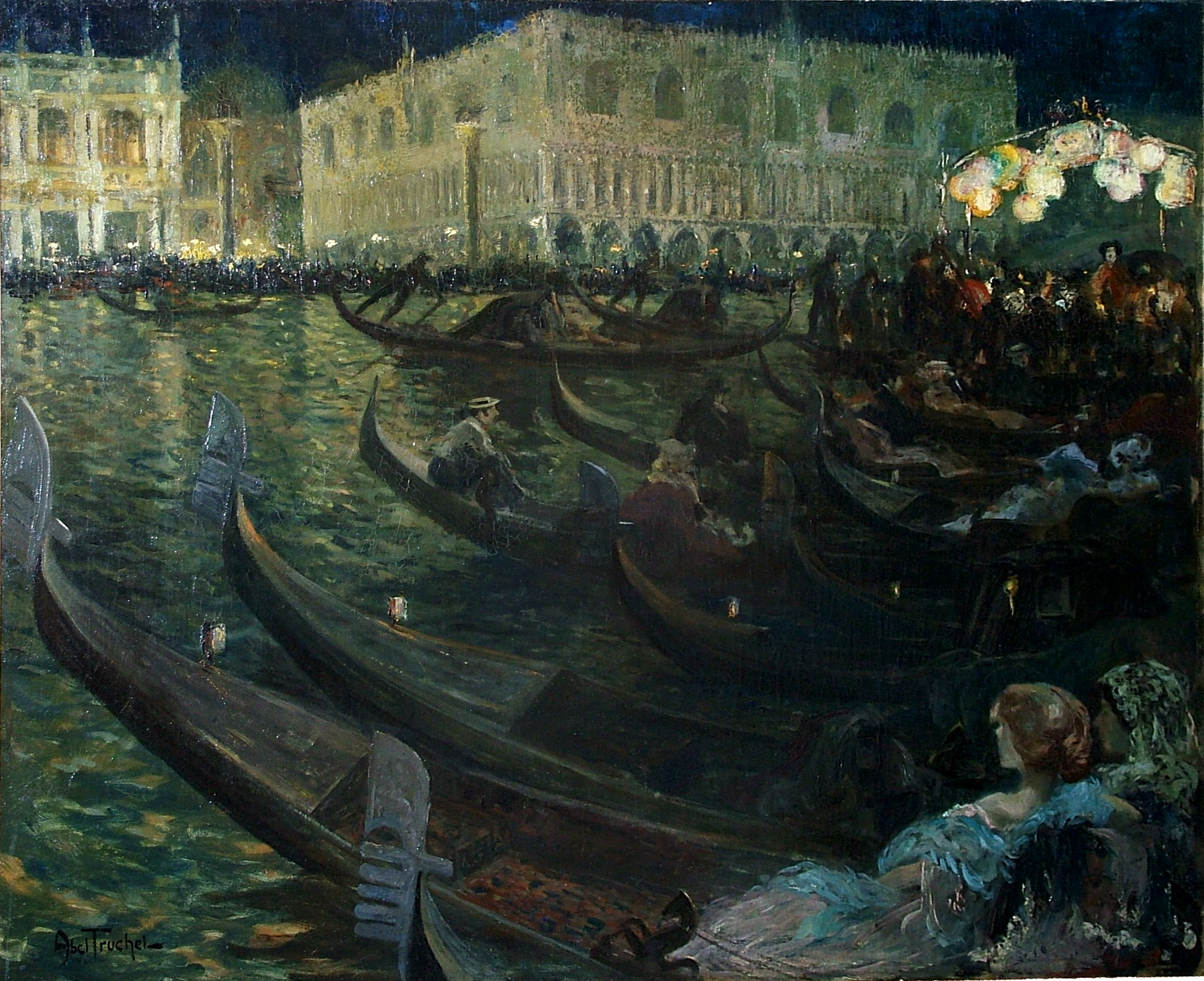
La Festa Del Redentore